# Sonido Gallo Negro
Sonido Gallo Negro és un grup de cúmbia i fusió musical originari de Mèxic. El seu estil es basa en la cúmbia peruana i la inclusió de sons i instruments musicals dels anys 1970 sota l'influx de l'estètica psicodèlica.
Es va formar el 2010 amb membres de bandes de música surf com Espectroplasma, Twin Tones i Telekrimen, junt amb l'artista gràfic Dr. Alderete que a més de tocar el theremin realitza obres en viu. Alguns dels membres de Sonido Gallo Negro resideixen a San Juan de Aragón, colònia a l'orient de la Ciutat de Mèxic. Els seus integrants es trobaven als concerts realitzats al Multiforo Cultural Alicia.

## Membres
- Gabriel López (guitarra)
- Julián Houerta
- Enrique Casasola
- Israel Martínez (baix)
- Lucio De Los Santos (flauta)
- Dr. Alderete (theremin i art)

## Discografia
- 2011: Cumbia salvaje
- 2013: Sendero místico
- 2016: Ecos de otro mundo
- 2018: Mambo cósmico
- 2019: Unknown future